# Scaphiophryne
Az Scaphiophryne a kétéltűek (Amphibia) osztályába, valamint a békák (Anura) rendjébe és a szűkszájúbéka-félék (Microhylidae) családjába tartozó nem.

## Előfordulása
A nembe tartozó fajok Madagaszkár endemikus fajai.

## Rendszerezés
A nembe az alábbi fajok tartoznak:
- Scaphiophryne boribory Vences, Raxworthy, Nussbaum & Glaw, 2003
- Scaphiophryne brevis (Boulenger, 1896)
- Scaphiophryne calcarata (Mocquard, 1895)
- Scaphiophryne gottlebei Busse & Böhme, 1992
- Scaphiophryne madagascariensis (Boulenger, 1882)
- Scaphiophryne marmorata Boulenger, 1882
- Scaphiophryne matsoko Raselimanana, Raxworthy, Andreone, Glaw & Vences, 2014
- Scaphiophryne menabensis Glos, Glaw & Vences, 2005
- Scaphiophryne spinosa Steindachner, 1882